# Teleogryllus griaulei
Teleogryllus griaulei är en insektsart som beskrevs av Lucien Chopard 1961. Teleogryllus griaulei ingår i släktet Teleogryllus och familjen syrsor. Inga underarter finns listade i Catalogue of Life.